# Реджина
Реджина Калчо (на италиански: Reggina Calcio) е футболен отбор от град Реджо ди Калабрия, Италия. Състезава се в Серия Б.

## Настоящ състав за Сезон 2008-09
| - Вратари: - 1 Кристиан Пуджони - 26 Пиетро Марино - 30 Андреа Кампаньоло | - Защитници: - 3 Андреа Коста - 5 Бруно Чирило - 13 Франческо Козенца - 16 Карлос Адриан Валдес - 20 Пабло Алварес - 55 Маурицио Ландзаро | - Полузащитници: - 2 Емил Халфредсон - 4 Емануел Кашоне - 7 Лука Виджани - 8 Едгар Барето - 17 Антонио Барила - 19 Йонис Хорис - 21 Николас Виола - 31 Лука Тоньоци - 35 Карлос Кармона | - Нападатели: - 9 Бернардо Коради - 10 Франческо Коца - 11 Фабио Чераволо - 81 Франко Бриенца - 86 Кристиан Стуани |

## Известни бивши футболисти
| - Невио Скала - Никола Аморузо - Симоне Перота - Андреа Пирло - Масимо Таиби - Ерион Богдани | - Хорхе Варгас - Моцарт - Шунсуке Накамура - Мохамед Калон - Алесандро Лукарели |

## Български футболисти
- Андрей Гълъбинов: 2021/23 - (36 мача - 9 гола)